# Triệu Nguyên Phân
Triệu Nguyên Phân (chữ Hán: 赵元份, 969 - 1005), là Hoàng tử thứ tư của Tống Thái Tông Triệu Quang Nghĩa.

## Tiểu sử
Triệu Nguyên Phân tên thật là tên thật Triệu Đức Nghiêm (赵德严).
Năm 983, cải danh Triệu Nguyên Tuấn (赵元俊), phong Ký vương (冀王). 3 năm sau cải danh Triệu Nguyên Phân (赵元份), phong Việt vương (越王). Chân Tông cải phong Ung vương (雍王). Sau khi qua đời được ban thụy Cung Tĩnh (恭靖), truy phong Vận vương (郓王), Trần vương (陈王), Nhuận vương (润王) rồi Lỗ vương (鲁王). Sau Huy Tông cải làm Thương vương (商王).

## Gia quyến

### Thê thiếp
- Vương phi Lý thị (王妃李氏), con gái Sùng nghi sứ Lý Hán Bân (李汉斌)

### Dòng dõi
- Tín An Quận vương Triệu Doãn Ninh (信安郡王赵允宁; ? - 1034), tự Đức Chi (德之), Hữu thiên ngưu vệ Tướng quân → Hữu vũ vệ Tướng quân → Đường Châu Đoàn luyện sứ → Dĩnh Châu Phòng ngự sứ → Đồng Châu Quan sát sứ → Bảo Tín quân Lưu hậu → Vũ Định quân Tiết độ sứ, tặng Thái úy, thụy Hi Giản (僖简)
  - Quắc Quốc công → Dự Chương Quận vương → Hàn vương Triệu Tông Ngạc (韩王赵宗谔; ? - 1082), Hữu vũ vệ Tướng quân → Mục Châu, Thâm Châu, Nghi Châu Phòng ngự sứ → Bảo Tĩnh quân, Tập Khánh quân, Trấn Nam quân Tiết độ sứ → Đồng bình chương sự → Khai phủ Nghi đồng tam ty, tặng Thái úy, thụy Vinh Hiếu (荣孝) → Vinh Cung (荣恭) → Vinh Tư (荣思)
    - Triệu Trọng Nguyễn (赵仲㐾), Tả Lĩnh quân Vệ tướng quân
    - Huệ Quốc công Triệu Trọng Thiên (惠国公赵仲迁)
    - Huệ Quốc công Triệu Trọng Việt (惠国公赵仲越)
    - Triệu Trọng Yểm (赵仲黡), Thái tử hữu nội suất phủ phó suất
    - Thành vuơng Triệu Trọng Doanh (成王赵仲营)
    - Thông Nghĩa hầu Triệu Trọng Liêu (通义侯赵仲料)
    - Triệu Trọng Tín (赵仲㐰), Từ Châu Quan sát sứ
    - Bắc Hải hầu Triệu Trọng Duy (北海侯赵仲维)

  - Hội Kê hầu Triệu Tông Mẫn (会稽侯赵宗敏), tên thật Triệu Mân (赵旼), Hữu Thiên Ngưu vệ đại tướng quân, Văn Châu Thứ sử, tặng Việt Châu Quan sát sứ
    - Lữ Quốc công Triệu Trọng Phi (吕国公赵仲騑)
    - Triệu Trọng Thông (赵仲通), Thái tử hữu nội suất phủ phó suất
    - Bác Lăng Quận công Triệu Trọng Cấp (博陵郡公赵仲汲)
    - Lan Lăng Quận công Triệu Trọng Tuấn (兰陵郡公赵仲骏)
    - Vinh Quốc công Triệu Trọng Đột (荣国公赵仲突)
    - Thuận Quốc công Triệu Trọng Đương (顺国公赵仲当)
    - Gia Quốc công Triệu Trọng Xiêm (嘉国公赵仲暹)
    - Khâm Quốc công Triệu Trọng Hồ (钦国公赵仲胡)

  - Lâm Nhữ hầu Triệu Tông Mạnh (临汝侯赵宗孟)
  - Lỗ Quốc công → Bắc Hải Quận vương → Thư vương Triệu Tông Túc (舒王赵宗肃), An Hóa quân Tiết độ quan sát lưu hậu, tặng Trấn Hải quân Tiết độ sứ, Thái úy, thụy An Hiếu (安孝)
    - Hoa Nguyên Quận công Triệu Trọng Tiên (华原郡公赵仲先), Ninh Viễn quân Tiết độ sứ
    - Bác Bình hầu Triệu Trọng Đinh (博平侯赵仲丁)
    - Phòng Quốc công Triệu Trọng Hiểu (房国公赵仲晓)
    - Kiến An hầu Triệu Trọng Tẩy (建安侯赵仲洗)
    - Triệu Trọng Nạp (赵仲肭)
    - Đông Dương hầu Triệu Trọng Thục (东阳侯赵仲塾)
    - Hà Nội hầu Triệu Trọng Bỉnh (河内侯赵仲秉)
    - Triệu Trọng Thực (赵仲湜)

  - Bình Dương Quận vương Triệu Tông Hàn (平阳郡王赵宗翰)
- Quảng Bình Quận vương Triệu Doãn Hoài (广平郡王赵允怀; ? - 1012)
- Nhữ Nam Quận vương → Bộc An Ý vương Triệu Doãn Nhượng (濮安懿王赵允让; 995 - 1059), tự Ích Chi (益之)
  - Hòa Quốc công → Ngụy Quốc công → Toại Quốc công → Thư vương Triệu Tông Ý (舒王赵宗懿; ? - 1064), Túc Châu Quan sát sứ, tặng Trấn Hải quân Tiết độ sứ → Ninh Quốc quân Tiết độ sứ, Đồng bình chương sự, thụy Lương Tĩnh (良靖)
    - Triệu Trọng Đỉnh (赵仲鼎), Thái tử hữu nội suất phủ phó suất
    - Triệu Trọng Kiểu (赵仲矫), Thái tử hữu nội suất phủ phó suất
    - Dương Quốc công Triệu Trọng Loan (洋国公赵仲鸾), Thường Châu Phòng ngự sứ, thụy Lương (良)
    - Vinh Quốc công Triệu Trọng Ngỗi (赵仲隗), thụy Hi Huệ (僖惠)
    - Vinh Quốc công Triệu Trọng Phần (荣国公赵仲汾), thụy Hi An (僖安)

  - Kỳ Quốc công → Bộc Quốc công → Bộc Dương Quận vương → Định vương Triệu Tông Phác (定王赵宗朴; ? - 1077), Lũng Châu Phòng ngự sứ, Doanh Châu Phòng ngự sứ → Chương Đức quân Tiết độ sứ, Đồng bình chương sự, Thị trung, tặng Thái sư, Trung thư lệnh, thụy Hi Mục (僖穆)
    - Triệu Trọng Úy (赵仲蔚), Thái tử hữu nội suất phủ phó suất
    - Hoa Nguyên Quận vương Triệu Trọng Thuyên (华原郡王赵仲佺)
    - Hoa Âm hầu Triệu Trọng Mang (华阴侯赵仲庬)
    - Vinh Quốc công Triệu Trọng Giản (荣国公赵仲僩)
    - Bác Bình hầu Triệu Trọng Nhâm (博平侯赵仲壬)

  - Khánh Lăng Quận vương Triệu Tông Nghị (庆陵郡王赵宗谊)
  - Dư Hàng Quận vương Triệu Tông Nghị (余杭郡王赵宗咏)
  - Ôn vương Triệu Tông Sư (温王赵宗师)
  - Hoài vương Triệu Tông Huy (怀王赵宗晖)
  - Sở vương Triệu Tông Phụ (楚王赵宗辅)
  - Tri vương Triệu Tông Mạc (淄王赵宗邈)
  - Xương vương Triệu Tông Thịnh (昌王赵宗晟)
  - Tiêu vương Triệu Tông Bác (萧王赵宗博)
  - Sùng vương Triệu Tông Viện (崇王赵宗瑗)
  - Tương vương Triệu Tông Dũ (襄王赵宗愈)
  - Tống Anh Tông Triệu Tông Thực (宋英宗赵宗实)
  - Nhuận vương Triệu Tông Ẩn (润王赵宗隐)
  - Hán Đông Quận vương Triệu Tông Miến (汉东郡王赵宗沔)
  - Vinh vương Triệu Tông Xước (荣王赵宗绰)
  - Tín vương Triệu Tông Trị (信王赵宗治), tự Chính Bình (政平)
    - Kỳ vương Triệu Trọng Hốt (岐王赵仲忽)
    - Quảng Bình hầu Triệu Trọng Tường (广平侯赵仲庠)
    - Thường Sơn Quận vương Triệu Trọng Trăn (常山郡王赵仲溱)
      - Triệu Sĩ Thân (赵士敒)
        - Triệu Bất Bì (赵不罴)
        - Triệu Bất Tri (赵不缁)
        - Triệu Bất Ức (赵不抑)
        - Triệu Bất Phủng (赵不覂)

      - Triệu Sĩ Tạm (赵士蹔)
      - Triệu Sĩ Bi (赵士罴)
      - Triệu Sĩ Chi (赵士芝)
      - Triệu Sĩ Hanh (赵士亨)
      - Triệu Sĩ Ôn (赵士縕)

  - Triệu Tông Tận (赵宗荩)
  - Tư vương Triệu Tông Thắng (资王赵宗胜)
  - Huệ vương Triệu Tông Sở (惠王赵宗楚)
  - Khâm vương Triệu Tông Hựu (钦王赵宗佑)
  - Cảnh vương Triệu Tông Hán (景王赵宗汉)
  - Triệu Tông Cổn (赵宗衮)
  - Trường An Quận quân (长安郡君)
  - Trường Lạc Quận chúa (长乐郡主), gả Ngô Thừa Ác (吴承渥)
  - Kim Thành Quận quân (金城郡君)
  - Đồng An Quận chúa (同安郡主), gả Lương Chú (梁铸)
  - Diên Đức Quận quân (延德郡君)
  - Vĩnh Gia Quận chúa (永嘉郡主), gả Hạ Đại Thuần (夏大醇)